# Aeschynanthus parviflorus
Aeschynanthus parviflorus là một loài thực vật có hoa trong họ Tai voi. Loài này được (D.Don) Spreng. mô tả khoa học đầu tiên năm 1827.